# Walter Hill
Walter Wesley Hill (Long Beach, Kalifornia, 1942. január 10. –) kétszeres Primetime Emmy-díjas amerikai filmrendező, forgatókönyvíró, filmproducer.

## Élete
Egyetemi tanulmányait a Michigani Állami Egyetem történelem-angol irodalom szakán végezte el.
Dolgozott olajfúróként és az építőiparban az 1960-as években, mielőtt rendező-asszisztens lett 1967-ben. 1972 óta ír forgatókönyveket. 1975 óta filmrendező is.

## Filmográfia

### Film
| Év   | Magyar cím                                        | Eredeti cím                             | Feladatkör | Feladatkör | Feladatkör |
| Év   | Magyar cím                                        | Eredeti cím                             | Rendező    | Író        | Producer   |
| ---- | ------------------------------------------------- | --------------------------------------- | ---------- | ---------- | ---------- |
| 1972 | Hickey és Boggs                                   | Hickey & Boggs                          | Nem        | Igen       | Nem        |
| 1972 | A szökés                                          | The Getaway                             | Nem        | Igen       | Nem        |
| 1973 | Mackintosh embere                                 | The Mackintosh Man                      | Nem        | Igen       | Nem        |
| 1973 | A sakkozó tolvaj                                  | The Thief Who Came to Dinner            | Nem        | Igen       | Nem        |
| 1975 | Felkavart víz                                     | The Drowning Pool                       | Nem        | Igen       | Nem        |
| 1975 | A nagy bunyós                                     | Hard Times                              | Igen       | Igen       | Nem        |
| 1978 | Gengszterek sofőrje                               | The Driver                              | Igen       | Igen       | Nem        |
| 1979 | Harcosok                                          | The Warriors                            | Igen       | Igen       | Igen       |
| 1979 | A nyolcadik utas: a Halál                         | Alien                                   | Nem        | Nem        | Igen       |
| 1980 | Jesse James balladája                             | The Long Riders                         | Igen       | Nem        | Nem        |
| 1981 | A lápvidék harcosai                               | Southern Comfort                        | Igen       | Igen       | Nem        |
| 1982 | 48 óra                                            | 48 Hrs.                                 | Igen       | Igen       | Nem        |
| 1984 | Ha eljönnek a bomberek                            | Streets of Fire                         | Igen       | Igen       | Nem        |
| 1985 | Szórd a pénzt és fuss!                            | Brewster's Millions                     | Igen       | Nem        | Nem        |
| 1985 | Az éneklő cowboy                                  | Rustlers' Rhapsody                      | Nem        | Nem        | Igen       |
| 1986 | Útkereszteződések                                 | Crossroads                              | Igen       | Nem        | Nem        |
| 1986 |                                                   | Blue City                               | Nem        | Igen       | Igen       |
| 1986 | A bolygó neve: Halál                              | Aliens                                  | Nem        | Sztori     | Vezető     |
| 1987 | Különös kegyetlenséggel                           | Extreme Prejudice                       | Igen       | Nem        | Nem        |
| 1988 | Vörös zsaru                                       | Red Heat                                | Igen       | Igen       | Igen       |
| 1989 | Johnny, a jóarcú                                  | Johnny Handsome                         | Igen       | Nem        | Nem        |
| 1990 | Megint 48 óra                                     | Another 48 Hrs.                         | Igen       | Nem        | Nem        |
| 1992 | A végső megoldás: Halál                           | Alien 3                                 | Nem        | Igen       | Igen       |
| 1992 | Trespass                                          | Trespass                                | Igen       | Nem        | Nem        |
| 1993 | Geronimo – Az amerikai legenda                    | Geronimo: An American Legend            | Igen       | Nem        | Igen       |
| 1994 | Szökésben                                         | The Getaway                             | Nem        | Igen       | Nem        |
| 1995 | Vad Bill                                          | Wild Bill                               | Igen       | Igen       | Nem        |
| 1995 | Mesék a kriptából – Démonlovag                    | Tales from the Crypt: Demon Knight      | Nem        | Nem        | Vezető     |
| 1996 | Mesék a kriptából: Vérbordély                     | Tales from the Crypt: Bordello of Blood | Nem        | Nem        | Vezető     |
| 1996 | Az utolsó emberig                                 | Last Man Standing                       | Igen       | Igen       | Igen       |
| 1997 | Alien 4. – Feltámad a Halál                       | Alien Resurrection                      | Nem        | Nem        | Igen       |
| 2000 | Szupernóva                                        | Supernova                               | Igen       | Nem        | Nem        |
| 2002 | Vitathatatlan                                     | Undisputed                              | Igen       | Igen       | Igen       |
| 2002 | Döbbenet                                          | Ritual                                  | Nem        | Nem        | Igen       |
| 2004 | Alien vs. Predator – A Halál a Ragadozó ellen     | Alien vs. Predator                      | Nem        | Nem        | Igen       |
| 2007 | Aliens vs. Predator – A Halál a Ragadozó ellen 2. | Aliens vs. Predator: Requiem            | Nem        | Nem        | Igen       |
| 2012 | Fejlövés                                          | Bullet to the Head                      | Igen       | Nem        | Nem        |
| 2012 | Prometheus                                        | Prometheus                              | Nem        | Nem        | Igen       |
| 2016 | Mindenáron gyilkos                                | The Assignment                          | Igen       | Igen       | Nem        |
| 2017 | Alien: Covenant                                   | Alien: Covenant                         | Nem        | Nem        | Igen       |
| 2022 | Meghalni egy dollárért                            | Dead for a Dollar                       | Igen       | Igen       | Nem        |

### Televízió
| Év        | Magyar cím           | Eredeti cím                | Feladatkör | Feladatkör | Feladatkör | Megjegyzések                |
| Év        | Magyar cím           | Eredeti cím                | Rendező    | Író        | Producer   | Megjegyzések                |
| --------- | -------------------- | -------------------------- | ---------- | ---------- | ---------- | --------------------------- |
| 1977      |                      | Dog and Cat                | Nem        | Igen       | Nem        | megalkotó                   |
| 1989–1991 | Mesék a kriptából    | Tales from the Crypt       | Igen       | Igen       | Vezető     | rendező (3 epizód)          |
| 1992      | Variációk két ökölre | Two-Fisted Tales           | Nem        | Nem        | Vezető     | tévéfilm                    |
| 1993–1994 |                      | Tales from the Cryptkeeper | Nem        | Nem        | Vezető     |                             |
| 1997      |                      | Perversions of Science     | Igen       | Nem        | Vezető     | rendező (1 epizód)          |
| 2004      | Deadwood             | Deadwood                   | Igen       | Nem        | Nem        | 1 epizód                    |
| 2006      | A szabadság útján    | Broken Trail               | Igen       | Nem        | Nem        | rendező (3 epizód)          |
| 2010      |                      | Madso's War                | Igen       | Nem        | Nem        | tévéfilm (Rob Marcus néven) |

## Díjai
- Emmy-díj (2004, 2007)
- az amerikai filmrendezők céhének díja (2005)